# Earle Meadows
Earle Elmer Meadows (19. června 1913, Corinth – 11. listopadu 1992 Fort Worth) byl americký atlet, který zvítězil na letních olympijských hrách 1936 ve skoku o tyči.

## Sportovní kariéra
Dosáhl řady úspěchů spolu se svým kolegou z University of Southern California Billem Seftonem, se kterým byli nazýváni Nebeskými dvojčaty (Heavenly Twins). Společně získali titul mistra USA v roce 1935, zvítězili v akademickém mistrovství USA v letech 1935 a 1936 avytvořili dva světové rekordy v roce 1937 (448 a 454 cm). Na oplympiádě v roce 1936 Meadows zvítězil v novém olympijském rekordu 435 cm, Sefton skončil čtvrtý výkonem o 10 cm nižším.